# یوسیپ تادیچ
یوسیپ تادیچ (انگلیسی: Josip Tadić؛ زادهٔ ۲۲ اوت ۱۹۸۷) بازیکن فوتبال اهل کرواسی است.
از باشگاه‌هایی که در آن بازی کرده‌است می‌توان به باشگاه فوتبال رییکا، باشگاه فوتبال بایر ۰۴ لورکوزن، باشگاه فوتبال آرمینیا بیله‌فلد، باشگاه فوتبال ملبورن سیتی، باشگاه فوتبال اوسیک، باشگاه فوتبال دینامو زاگرب، باشگاه فوتبال اومانیا، باشگاه فوتبال لخیا گدانسک، و باشگاه فوتبال اشتورم گراتس اشاره کرد.
وی همچنین در تیم‌های ملی فوتبال تیم ملی فوتبال زیر ۱۷ سال کرواسی، تیم ملی فوتبال زیر ۱۹ سال کرواسی، زیر ۲۰ سال کرواسی، و زیر ۲۱ سال کرواسی بازی کرده‌است.